# Lionel Dellberg
Lionel Dellberg (* 30. November 1982 im Kanton Wallis) ist ein Schweizer Entertainer, Zauberkünstler und Kabarettist.

## Leben und Wirken
Dellberg wuchs mit seiner älteren Schwester im Kanton Wallis auf. Im Sommer führten seine Eltern einen Alpbetrieb ohne Strom und fliessendes Wasser, und im Winter waren sie als Skilehrer tätig. Lionel Dellberg absolvierte eine Lehre als Geomatiker. Während dieser Zeit hatte er seine Passion ruhen lassen, das darauf folgende Wirtschaftsstudium verdiente er sich mit seinen Zauberei-Auftritten. Seine Arbeit in einem Tourismus-Startup war zeitlich neben der Zauberei kaum mehr machbar, deshalb konzentrierte er sich auf die Zauberei.
Er besuchte während seiner Ausbildung in Paris die Mimenschule von Marcel Marceau sowie eine Ausbildung in Stockholm.
2021 gewann er den amerikanischen Fool-us-Award und damit eine Möglichkeit zu Auftritten in Las Vegas. Dellberg zaubert aber lieber mal hier und mal dort, anstatt mit einem Millionenvertrag zauberische «Fliessbandarbeit» zu leisten. Er zauberte in allen Schweizer Kantonen. Für das Internet produzierte er Zaubertricks, die mit versteckter Kamera gefilmt wurden. 2025 involvierte Dellberg fast 600 Zuschauer in einen Kartentrick.
Dellberg lebt in Bern im Breitenrainquartier, ist verheiratet und hat zwei Kinder.

## Auszeichnungen
- 2021: Fool-us-Award